# Masaryk (film)
Masaryk je česko-slovenský film režiséra Julia Ševčíka z roku 2016. Odehrává se v letech 1937 až 1939 a pojednává převážně o Janu Masarykovi a Mnichovské dohodě.
Film byl uveden v hlavním programu na Berlinale v sekci Berlinale Special.

## Výroba
Film se začal natáčet v září 2015 v Primaciálním paláci v Bratislavě.

## Obsazení
| Karel Roden           | Jan Masaryk               |
| Oldřich Kaiser        | Edvard Beneš              |
| Jiří Ornest           | Tomáš Garrigue Masaryk    |
| Emília Vášáryová      | Blaženka                  |
| Zuzana Kronerová      | Alice Masaryková          |
| Martin Hofmann        | tajemník Edvarda Beneše   |
| Arly Jover            | Marcia Davenport          |
| Hanns Zischler        | Dr. Stein                 |
| Eva Herzigová         | Madla                     |
| Jiří Vyorálek         | Konrad Henlein            |
| Milton Welsh          | Georges Bonnet            |
| Gina Bramhill         | Annie Higgins             |
| Hoji Fortuna          | Dr. Sheldon               |
| Kevin Clarke          | člen parlamentu           |
| Abigail Rice          | Chamberlainova sekretářka |
| Ján Jackuliak         | sekretář premiéra Hodži   |
| Ján Greššo            | Milan Hodža               |
| Paul Nicholas         | Neville Chamberlain       |
| Dermot Crowley        | lord Halifax              |
| Joan Blackham         | Mrs. Fitzgerald           |
| Tim Preece            | Sir Robert Vansittart     |
| James Flynn           | Sir Henry                 |
| Robert Jašków         | Emanuel Moravec           |
| Vlado Hajdu           | Oskar                     |
| Susan Lawson-Reynolds | zdravotní sestra          |
| Katya Boirand         | barmanka                  |

## Ocenění
V březnu 2017 získal film cenu Český lev za nejlepší film, režii, scénář i herce v hlavní roli. Celkem získal ocenění ve 12 kategoriích.

## Recenze
- Martin Svoboda, Aktuálně.cz
- František Fuka, FFFilm
- Mirka Spáčilová, iDNES.cz